# 로스 캐츠
로스 캐츠(영어: Ross Katz, 1971년 5월 19일 ~ )는 미국의 영화 프로듀서, 영화 감독이다. 영화 프로듀서로 활동하다 《챈스 일병의 귀환(2009)》 등을 계기로 연출자로도 일하고 있다.

## 연출 작품 목록

### 영화
| 연도 | 제목                  | 원제                | 연출   | 제작   | 비고 |
| ---- | --------------------- | ------------------- | ------ | ------ | ---- |
| 2001 | 침실에서              | In the Bedroom      | 아니요 | 예     |      |
| 2003 | 사랑도 통역이 되나요? | Lost in Translation | 아니요 | 예     |      |
| 2009 | 챈스 일병의 귀환      | Taking Chance       | 예     | 예     |      |
| 2015 | 초짜 어른들           | Adult Beginners     | 예     | 아니요 |      |
| 2016 | 더 초이스             | The Choice          | 예     | 아니요 |      |